# The Rocket Record Company
The Rocket Record Company foi uma gravadora criada por Elton John, Bernie Taupin, Gus Dudgeon e Steve Brown, além de outros, no anos de 1972. O nome da companhia é originário da música de Elton John, "Rocket Man".  O catálogo do selo era distribuído, originalmente, na Grã-Bretanha, pela Island, e nos Estados Unidos, pela MCA Records, ambas as quais também passaram a ter contrato com Elton John, após 1976.  

## Histórico
O primeiro artista a ser contratado pelo selo foi a banda Stackridge, que lançou dois álbuns pela Rocket, após sair da MCA. Também possuia em seu cast o cantor inglês Cliff Richard, além de Neil Sedaka (cujos 3 álbuns mais bem sucedidos da década de 1970 foram lançados pela Rocket), Colin Blunstone, The Foster Brothers, The Hudson Brothers, Blue, Kiki Dee, Judie Tzuke, The Lambrettas, Junior Campbell, Brian & Brenda Russell e a banda Solution.  Elton John tentou com que Iggy Pop e os Stooges assinassem com o selo, porém sem sucesso. Depois de encerrar seu contrato com a DJM, em 1976, seus discos passaram a ser lançados pela Rocket em todo o mundo.
Nos Estados Unidos e no Canadá, o fôlego da gravadora foi curto: após lançar Blue Moves e mais alguns singles (incluindo "Don't Go Breaking My Heart" e "Sorry Seems To Be The Hardest Word"), Elton John retornou para a MCA. Nesta época, a Rocket firmou contrato de distribuição com a RCA, depois de encerrar os trabalhos com a MCA. O selo foi temporariamente extinto, nos Estados Unidos, no início da década de 1980, retornando à atividade em 1995, com o lançamento de Made in England, distribuído pela Island Records. Os trabalhos seguintes (The Big Picture e a versão de "Candle in the Wind", ambos de 1997), foram distribuídos no país pela A&M Records.
No Reino Unido, os discos de Elton John foram, a partir de 1976, todos lançados pela Rocket Records. Em 1978, a distribuição do catálogo passou a ser feito pela Phonogram Records e, posteriormente, pela Mercury Records, em 1995, época em que Elton John passou a ser o único artista do selo.
No resto do mundo, os direitos de distribuição dos álbuns de Elton John consolidou-se quando a canadense Seagram Company Ltd., que já possuia o catálogo da MCA Records, adquiriu a PolyGram, proprietária dos selos Island Records, Mercury Records e A&M Records, em 1998. A partir daí, a Universal Music Group, que absorveu a operação da Seagram, passou a deter, em co-participação com Elton John, todos os direitos de distribuição do catálogo do artista.
Em 1999, a Rocket Records foi absorvida pela Island Records. Entretanto, a logomarca do selo ainda foi utilizada nos lançamentos de Elton John, até 2007.

## Atualmente
Na atualidade, a Rocket Music Entertainment Group dedica-se a empresariar e administrar a carreira de vários grupos e artistas solo, com escritórios em Londres, Nova York e Tóquio. Nas duas primeiras cidades, possui estúdios de gravação para uso de seus artistas contratados.

## Principais artistas
- Elton John
- Longdancer (Dave Stewart)
- Mike Silver
- Davey Johnstone / China
- Nigel Olsson
- Kiki Dee
- Cliff Richard
- Neil Sedaka
- Casablanca
- Stackridge
- Solution
- Junior Campbell
- Colin Blunstone
- Brian & Brenda Russell
- Blue
- The Foster Brothers
- The Hudson Brothers
- Alan Hull
- Judie Tzuke
- Lulu
- The Lambrettas
- Jo Lemaire & Flouze
- Peter Straker
- Johnny Warman
- Dramatis
- Fred Wedlock
- Randy Edelman
- Ryan Downe
- Platinum Weird
- The Moirs
- Ed Sheeran
- James Blunt